# Chytonix poliosema
Chytonix poliosema är en fjärilsart som beskrevs av Paul Dognin 1914. Chytonix poliosema ingår i släktet Chytonix och familjen nattflyn. Inga underarter finns listade i Catalogue of Life.